# 解释鸿沟
心靈哲學和意識中，解釋鴻溝是物理主義者解釋物理性質如何引起感覺經驗的學説。這個屬於由哲學家約瑟夫·萊文發明。 初次使用此術語的1983年的論文中，萊文是把這個詞當作例子來用的。“疼痛是C纖維的激活”，指出儘管它在心理學意義上可能是有效的，但是它并不幫助我們理解疼痛是什么感覺。
解釋鴻溝使哲學家既擔心又興奮，類似地，人工智能研究者幾十年來，也陷入了爭辯。跨越這一鴻溝（即找到一個令人滿意的對經驗和感質的機械論的解釋），也就解決了所謂困难问题。
舉個沒有解釋鴻溝的例子，想象一臺當代的電腦：這些設備非常之先進，他們的行爲也可以得到電路系統的完全解釋。而相反，很多心物二元論者 （例如，勒内·笛卡尔，戴維·查爾莫斯）認爲，“主觀意識經驗”被看作是獨立的結果，所以要求另外一個原因，要麽是物理世界（二元論），要麽是由於未知的物理現象（參見量子心灵，間接實在論）。
二元論的支持者認爲心灵本質上和感質上和大腦不同，還認爲存在一些，形而上的超-物理的東西，才能“填滿鴻溝”。相似地，有些人認爲，關於意識經驗存在更遠的事實（邏輯上不由已知物理事實推斷的事實）。例如，有人認爲，經驗到紅色是 什么感覺和世界的物理事實不同。
解釋鴻溝的本質一直被爭辯。例如，有些人認爲解釋鴻溝簡單地就是我們目前解釋能力的極限。  他們論證道，神經科學未來的發現或者哲學家未來的工作可能會縮小這個鴻溝。但是，也有人支持更强的立場， 論證這個鴻溝是人類認知確切的界限，無論做出什麽努力，都不能讓我們靠近彼岸。  而且，關於鴻溝存在的形而上學本質，哲學家也都沒有達成共識。那些希望用它的經驗支持二元論的人，常常會采取知識論鴻溝的立場（尤其如果它是我們人類認知能力的界限的話），必要地，也會牽涉到形而上學的鴻溝。
萊文和其他哲學家希望，要麽對物質保持沉默，要麽論證不能得出任何形而上學的結論。  萊文同意，構想的能力（指的是哲學殭屍和顛倒光譜論證那種）是建立形而上學現實錯誤的方式；但他同時指出，哪怕我們真的在形而上學上得出結論，他們仍然會提出闡釋上的問題。
尽管我认为唯物主义者的回应最终是正确的，但是想终结心物问题，这在逻辑上还并不充分。哪怕理论最终没有得出心灵实际上不是物体的结论，或者说心灵性质在形上学上是不可以还原到物理性质的，他们仍然在证明，我们就物理事物而言对心灵事物缺少解释。
但是，這樣的知识论或解釋的問題，可能暗示著一個潛在的形而上學問題——感質的非-物理性，甚至不能被構想論證證明的東西，都遠沒有被排除在外。
最终，我们回到了我们的起点。解释鸿沟论证并不证明自然原本就存在一个鸿沟，而是我们对自然的理解里存在鸿沟。当然，可能这样的解释是合理的：我们对自然的理解的鸿沟，正是自然的鸿沟本身。但是，只要我们有理由质疑后者，我们就需要为前者从别处找些理由。
根據萊文，問題的核心，是我們缺少理解這個，即完全理解什么是感質的經驗意味著什么。他强調，我們不知道，要聞訊這類經驗的本質，什么範圍是合適的。他用重力定律作爲例子，定律看起來似乎完全解釋了重力，但是卻不能解釋重力常數。類似重力是自然中令人費解的暴力事實，感質也有可能是我們缺少信息或者我們探索不可理解的自然現象的地方。萊文認爲，正如物理或功能狀態的感質經驗可能只是個暴力事實，可能我們應該考慮是不是真的必須要找到一個對感質經驗更徹底的解釋。
莱文指出，关于了解质性经验知识多少的问题，想解決似乎更加困难，因为我们还缺乏一种方法来阐明，以他心靈中的方式解釋可知的現實是什麽意思。他的确得出结论，我们有充分的理由希望我们对定性经验做一个更完整的解释。其中一個非常重要的原因是，意识似乎只在高度组织化的物理系统中展現心靈。当然，这可以表示人类的推理能力不过是组织功能的结果而已。莱文表示，接受这样的暗示似乎是违反直觉的，因为人类的大脑如此高度组织化，不过它只是例行的执行者。他指出，尽管唯物主义似乎至少具有某种可还原性，但是所有不是物理上不可解释的东西，其解释都依赖于可以用物理基础来描述的机制，这种还原论并不是试图貶低心理学、物理科学。但是，它仍然需要有包含无法解释的事实的类别，这些事实与和心理学相关的陈述无关。